# Vicia sylvatica
Espèce
Classification phylogénétique
Vicia sylvatica, la vesce des bois, est une espèce de plantes à fleurs de la famille des Fabacées. C'est une plante herbacée vivace trouvée en Europe et en Sibérie. 

## Description
Grâce à ses vrilles fourchues terminant les feuilles, c'est une plante grimpante ; verte, glabre, elle peut atteindre deux mètres de hauteur au maximum.
Les feuilles composées portent 12 à 20 folioles terminées par un mucron, les stipules sont profondément dentées ; les fleurs longues d'environ 1,5 cm sont tournées d'un même côté, pendantes, généralement blanches, finement veinées de bleu ; les fruits sont des gousses glabres longues de 2,5 à 3 cm, noires à maturité.

## Distribution
Eurosibérienne.

## Habitat
Généralement en forêts de montagne (feuillus et résineux) entre 800 et 2 200 m d'altitude, mais signalée aussi dans d'autres biotopes, comme des falaises et cailloux du littoral.
Synonymie
- Cracca sylvatica (L.) Opiz
- Ervum sylvaticum (L.) Peterm.
- Vicilla sylvatica (L.) Schur